# Lutas nos Jogos Pan-Americanos de 2011 - Greco-romana até 120 kg masculino
A categoria até 120 kg masculino foi um dos eventos da luta greco-romana nos Jogos Pan-Americanos de 2011. Foi disputada em 20 de outubro no Ginásio do CODE II com oito lutadores, cada um representando um país.

## Calendário
Horário local (UTC-6).
| Data          | Horário | Fase                |
| ------------- | ------- | ------------------- |
| 20 de outubro | 10:32   | Quartas-de-final    |
| 20 de outubro | 11:20   | Semifinal           |
| 20 de outubro | 18:16   | Disputa pelo bronze |
| 20 de outubro | 18:56   | Final               |

## Medalhistas
| Ouro   | CUB Mijaín López                     |
| Prata  | VEN Rafael Barreno                   |
| Bronze | DOM Ramón García COL Víctor Asprilla |

## Resultados

### Chave
| Quartas-de-final | Quartas-de-final    | Quartas-de-final | Quartas-de-final | Quartas-de-final |  |  | Semifinal | Semifinal           | Semifinal | Semifinal | Semifinal |  |  | Final | Final              | Final | Final | Final |
|                  |                     |                  |                  |                  |  |  |           |                     |           |           |           |  |  |       |                    |       |       |       |
|                  | CUB Mijaín López    | 5                |                  |                  |  |  |           |                     |           |           |           |  |  |       |                    |       |       |       |
|                  | MEX Orlando Ramírez | 0                |                  |                  |  |  |           | CUB Mijaín López    | 1         | 6         |           |  |  |       |                    |       |       |       |
|                  | DOM Ramón García    | 2                |                  |                  |  |  |           | DOM Ramón García    | 0         | 0         |           |  |  |       |                    |       |       |       |
|                  | USA Timothy Taylor  | 0                |                  |                  |  |  |           |                     |           |           |           |  |  |       | CUB Mijaín López   | 6     | 6     |       |
|                  | COL Víctor Asprilla | 1                | 1                |                  |  |  |           |                     |           |           |           |  |  |       | VEN Rafael Barreno | 0     | 0     |       |
|                  | PUR Edgardo López   | 0                | 0                |                  |  |  |           | COL Víctor Asprilla | 0         | 0         |           |  |  |       |                    |       |       |       |
|                  | ECU Romel Maza      | 0                | 0                |                  |  |  |           | VEN Rafael Barreno  | 1         | 2         |           |  |  |       |                    |       |       |       |
|                  | VEN Rafael Barreno  | 3                | 4                |                  |  |  |           |                     |           |           |           |  |  |       |                    |       |       |       |

### Repescagem
|  | Primeira rodada     | Primeira rodada     | Primeira rodada |  |  | Disputa pelo bronze | Disputa pelo bronze | Disputa pelo bronze |
|  |                     |                     |                 |  |  |                     |                     |                     |
|  |                     |                     |                 |  |  |                     |                     |                     |
|  |                     |                     |                 |  |  | MEX Orlando Ramírez | MEX Orlando Ramírez | 0                   |
|  | MEX Orlando Ramírez | MEX Orlando Ramírez |                 |  |  | DOM Ramón García    | DOM Ramón García    | 6 7                 |
|  | Bye                 |                     |                 |  |  |                     |                     |                     |
|  |                     |                     |                 |  |  |                     |                     |                     |
|  |                     |                     |                 |  |  |                     |                     |                     |
|  |                     |                     |                 |  |  |                     |                     |                     |

|  | Primeira rodada | Primeira rodada | Primeira rodada |  |  | Disputa pelo bronze | Disputa pelo bronze | Disputa pelo bronze |
|  |                 |                 |                 |  |  |                     |                     |                     |
|  |                 |                 |                 |  |  |                     |                     |                     |
|  |                 |                 |                 |  |  | ECU Romel Maza      | ECU Romel Maza      | 0                   |
|  | ECU Romel Maza  | ECU Romel Maza  |                 |  |  | COL Víctor Asprilla | COL Víctor Asprilla | 1                   |
|  | Bye             |                 |                 |  |  |                     |                     |                     |
|  |                 |                 |                 |  |  |                     |                     |                     |
|  |                 |                 |                 |  |  |                     |                     |                     |
|  |                 |                 |                 |  |  |                     |                     |                     |